# IICP
 (avril 2019).
L' Institut international de communication de Paris (IICP) devenue Narratiiv est une école de communication privée formant des professionnels dans les domaines du journalisme, de la communication. 
Fondée en 1986, est implantée sur le Campus Cluster Paris Innovation dans le 13e arrondissement de Paris. Elle propose des programmes allant jusqu’au bac + 5 avec des titres certifiés RNCP de niveaux 6 & 7. L'école est membre du réseau Galileo Global Education, leader de l’enseignement supérieur privé en Europe et no 2 mondial.

## Historique
L'école fut créée en 1986 par Leslie Garaudel. Elle est rachetée par le groupe Studialis en 2012 avant d’intégrer le Groupe ESG. L'école était située sur le Campus Cluster Paris Innovation aux côtés de PSB Paris School of Business, école de commerce post-bac, la Web School Factory, école de management numérique (les trois écoles faisant partie de Galileo Global Education France) et l’Innovation Factory, Premier Cluster de l'innovation numérique (lieu où se rencontrent entreprises, startups et étudiants) Auparavant, l'IICP a été située dans le 19e arrondissement, puis actuellement dans le 11e arrondissement.
Les 1er et 2 mars, l’école accueille la seconde édition des Journées de la Presse Européenne, organisées par Le Taurillon (webzine des Jeunes Européens – France. Un événement dont elle est partenaire, et qui a accueilli plusieurs journalistes et experts des questions européennes : Jean Quatremer, Véronique Auger, Eric Fottorino, Nora Hamadi, Paolo Levi, Sylvain Tronchet, Laurence Aubron. L'école a accueilli l'enregistrement du podcast Le Taurillon à l'occasion Journées de la presse européenne le 2 mars 2019.
L'actuel[évasif] directeur de l'école est Jean-Luc Letouzé .

## Administration
Les formations de l’IICP délivrent des titres certifiés de niveau I et II enregistrés au Répertoire national des certifications professionnelles.
- Titre de Responsable de la Communication d'ESGCV-IICP, NSF 321p - Niveau II (FR) 6 (Eu). Enregistré au RNCP par arrêté du 15 décembre 2016 publié au Journal officiel de la République française du 18 décembre 2016[5] ;
- Titre d'Expert en Stratégie Digitale délivré par ECAD consultants - IESA multimédia (Institut d'études supérieures des arts) NSF 326 - niveau I (Fr) 7 (Eu). Enregistré au RNCP par arrêté du 26 septembre 2016 publié au JO du 4 octobre 2016[6] ;
- Titre de Manager du Développement International délivré par ESGCV-ESGCI, NSF 312p - Niveau I (FR) 7 (Eu). Enregistré au RNCP par arrêté du 25 février 2016 publié au JO du 17 mars 2016[7] ;
- Titre de niveau I reconnu par l'État de Manager des Stratégies Communication Marketing délivré par Sciences-U Lille – (EFFICOM) – enregistré au RNCP par arrêté du 7 juillet 2017 (parution au JO du 19 juillet 2017)[8] ;
- Titre de Journaliste d'ESGCV-IICP, NSF 321 - Niveau II (FR) 6 (Eu). Enregistré au RNCP par arrêté du 9 janvier 2015 publié au JO du 30 janvier 2015.

L'IICP est membre du Groupe ESG, réputé en France et lui-même membre de Galileo Global Éducation, premier groupe d’enseignement supérieur privé en Europe et no 2 mondial. Le groupe possède 37 écoles de référence, réparties dans sept pays.
L'école fait partie du Pôle ESG, groupe implanté dans six centres parisiens et comptant environ 5 000 étudiants et 31 000 anciens.
L'IICP est accessible hors Parcoursup[réf. souhaitée].
Le concours d'entrée comprend une dissertation, une analyse de documents, un QCM d’actualité et de culture générale.

## Enseignement et recherche
L'IICP propose plusieurs programmes en Communication et en Journalisme :
- Un BTS Communication, diplôme d’État en deux ans accessible avec le niveau bac, le bac et bac +1
- Un Bachelor Communication accessible à bac, bac + 1 et bac + 2
- Une année passerelle communication (réorientation) accessible à bac + 2 et bac + 3
- Des mastères en communication avec quatre options possibles en première année : Stratégie et communication digitale, Relations publics / Relations médias et Événementiel, Communication internationale et Stratégie de marque et Marketing d’influence accessibles à partir de bac + 3
- Des mastères spécialisés en communication en 2e année : Stratégie et communication digitale, Communication événementielle, Communication internationale et Stratégie de marque et Marketing d’influence accessibles à partir de bac + 4
- Un Bachelor Journalisme accessible en post-bac hors Parcoursup
- Un Mastère 1 journalisme avec trois options possibles : Journaliste Reporter d’Images, Journaliste Sportif, Journaliste Plurimédia accessible à partir de bac + 3
- Un Mastère Journalisme Plurimédia International accessible à partir de bac + 4
- Une année passerelle journalisme (réorientation) accessible à bac + 2 et bac + 3
- Un Bachelor Design graphique accessible à bac, bac + 1 et bac+2
- Une année passerelle en Design Graphique accessible à bac + 2 et bac + 3
- Un mastère en Direction Artistique accessible à bac + 4

## Personnalités liées à l'école

### Anciens élèves célèbres
- Quentin Margot, humoriste (Éric et Quentin)
- Sandrine Quétier : animatrice de télévision française
- Valérie Filain : journaliste française
- Erika Moulet : journaliste française
- Laurie Delhostal : journaliste française
- Nicolas Vilas : journaliste sportif franco-portugais
- Ange Maxime Kazagui : ministre de la Communication centrafricain
- Kadija Bah, journaliste et activiste guinéenne

### Professeurs
- Lionel Chamoulaud : journaliste sportif français spécialisé dans le tennis et travaillant pour France Télévisions.
- Francis Maroto : journaliste français notamment connu pour avoir été responsable du football dans l'émission télévisée française Stade 21.
- Roger Zabel : journaliste sportif télé français

### Parrains de l'école
| Promotion | Parrain           | Fonction |
| --------- | ----------------- | --- |
| 2018      | Benoît Lanciot    | Directeur de la communication événementielle et des partenariats de la SNCF (Société nationale des chemins de fer français) |
| 2017      | Emmanuelle Raveau | Directrice de la communication & du marketing de EY                                                                         |
| 2016      | Frédéric Ivernel  | Directeur de la communication de TF1                                                                                        |
| 2015      | Denis Marquet     | Directeur de la communication du groupe Crédit agricole                                                                     |

| Promotion | Parrain         | Fonction                                                 |
| --------- | --------------- | -------------------------------------------------------- |
| 2018      | Julien Arnaud   | Journaliste chez TF1 & LCI                               |
| 2017      | Denis Brogniart | Journaliste sportif et animateur TV chez TF1             |
| 2016      | Estelle Denis   | Journaliste chez C8                                      |
| 2015      | Nelson Monfort  | Animateur et journaliste sportif chez France Télévisions |